# Juan (métro de Séoul et d'Incheon)
Pour l’article homonyme, voir Juan.
Juan (hangeul : 주안 ; hanja : 朱安) est une station de correspondance entre la ligne 1 du métro de Séoul et la ligne 2 du métro d'Incheon. Elle est située au 95-19 Juan-ro, quartier Juan-dong, dans l'arrondissement Michuhol-gu de la ville d'Incheon, à l'ouest de Séoul, en Corée du Sud.
Elle a pour origine une gare ouverte en 11899. Elle devient une station de métro de la ligne 1 en 1974 et une station de correspondance en 2016. Elle est desservie par les rames omnibus et express qui circulent sur la ligne 1 (Séoul) et par les rames automatiques de la ligne 2 (Incheon). Les deux lignes sont intégrées dans le régime tarifaire du réseau du métro de Séoul.

## Situation sur le réseau

Plan du réseau (2023)

La station établie en surface (L1 Séoul) et en souterrain (L2 Incheon) Juan :  est une station de correspondance, entre la ligne 1 du métro de Séoul et de la Ligne 2 du métro d'Incheon, : 
sur la ligne 1 du métro de Séoul, elle est située entre la station Ganseok, en direction du terminus nord-est Yeoncheon, et la station Dohwa, en direction du terminus ouest Incheon ; 
et sur la Ligne 2 du métro d'Incheon, elle est située entre la station Juan National Industrial Complex, en direction du terminus nord  Geomdan Oryu, et la station Citizens Park, en direction du terminus sud-est Unyeon,.

## Histoire

### Gare ferroviaire (1899-1974)
La gare d'origine est mise en service le 18 septembre 1899 sur la ligne Gyeongin (ko).

### Station de métro (depuis 1974)
Elle devient une station du métro de Séoul, lors de l'ouverture à l'exploitation de la ligne 1 du métro de Séoul le 15 août 1974 avec notamment l'inclusion de l'ancienne ligne Gyeongin (ko),,.
Le nouveau bâtiment, spécifique station de métro, est ouvert à l'exploitation le 25 juillet 1989.
Partiellement réaménagée, elle accueille les dessertes des trains électriques express à partir du 15 mars 2002.
Elle devient une station de correspondance le 30 juillet 2016, lors de l'ouverture à l'exploitation de la ligne 2 du métro d'Incheon qui, en souterrain croise en angle droit la ligne 1. La station, de cette ligne, est en sous-sol,.

## Services aux voyageurs

### Accès et accueil
La station est située au 95-19 Juan-ro, dans le quartier Juan-dong. Elle dispose de six bouches numérotées de 1 à 6.

### Desserte

#### Station ligne 1
Juan, est desservie par les rames de services omnibus et express de la ligne 1 du métro de Séoul.

Installations
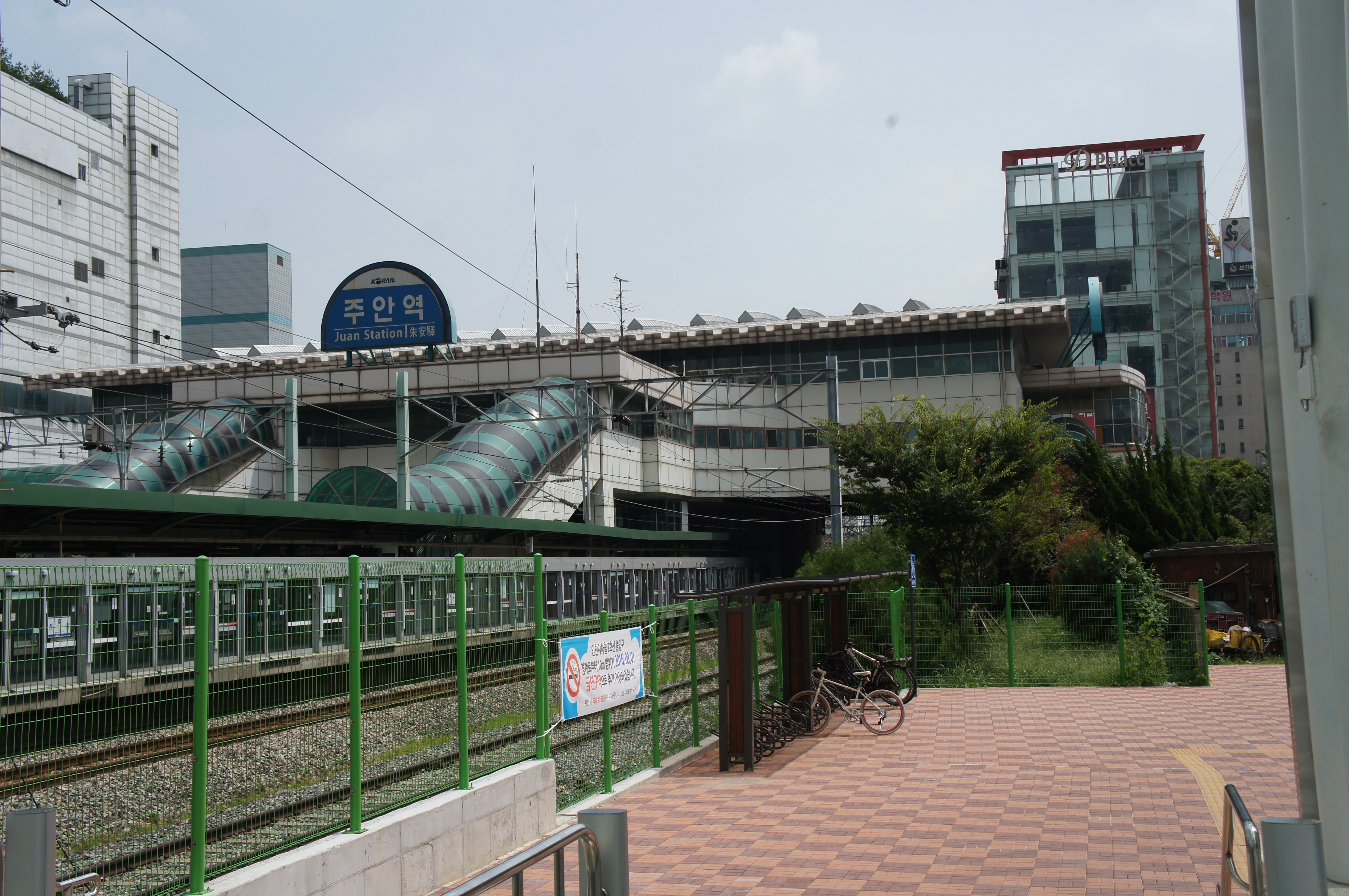
En 2016.
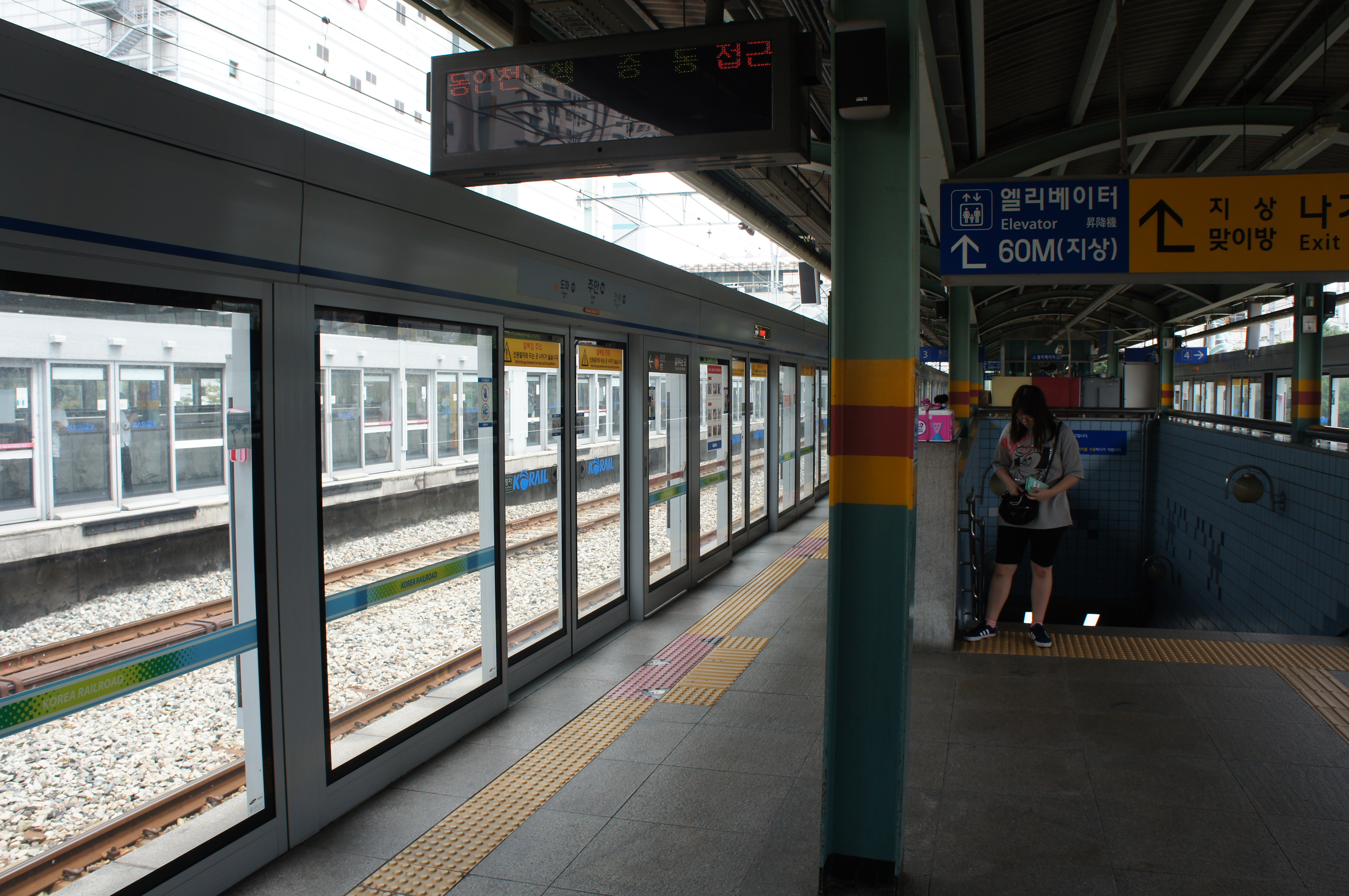
En 2016.

#### Station ligne 2 Inchéon
Juan, est desservie par les rames du service omnibus de la ligne 2 du métro d'Incheon.

Installations
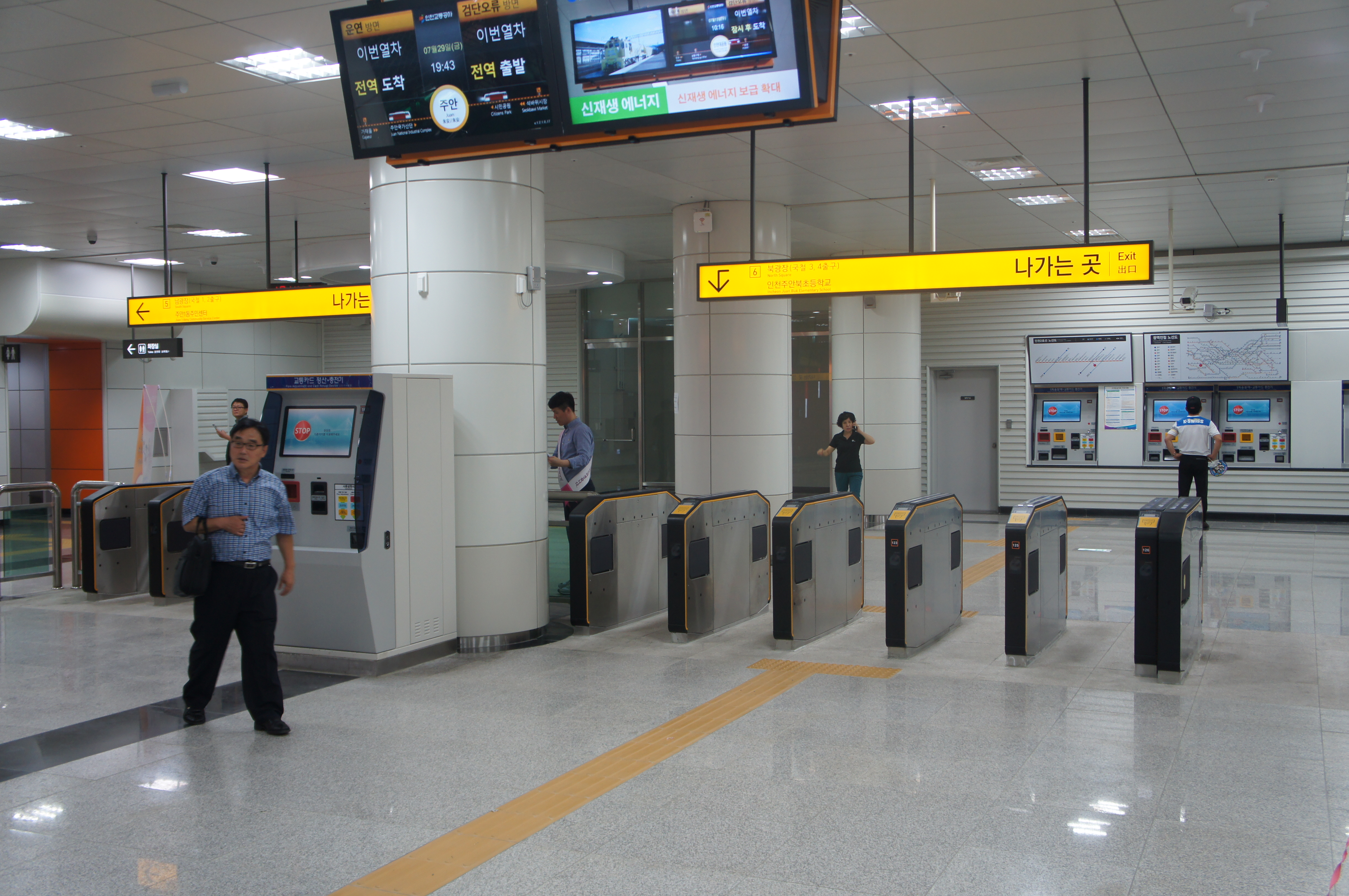
En 2016.
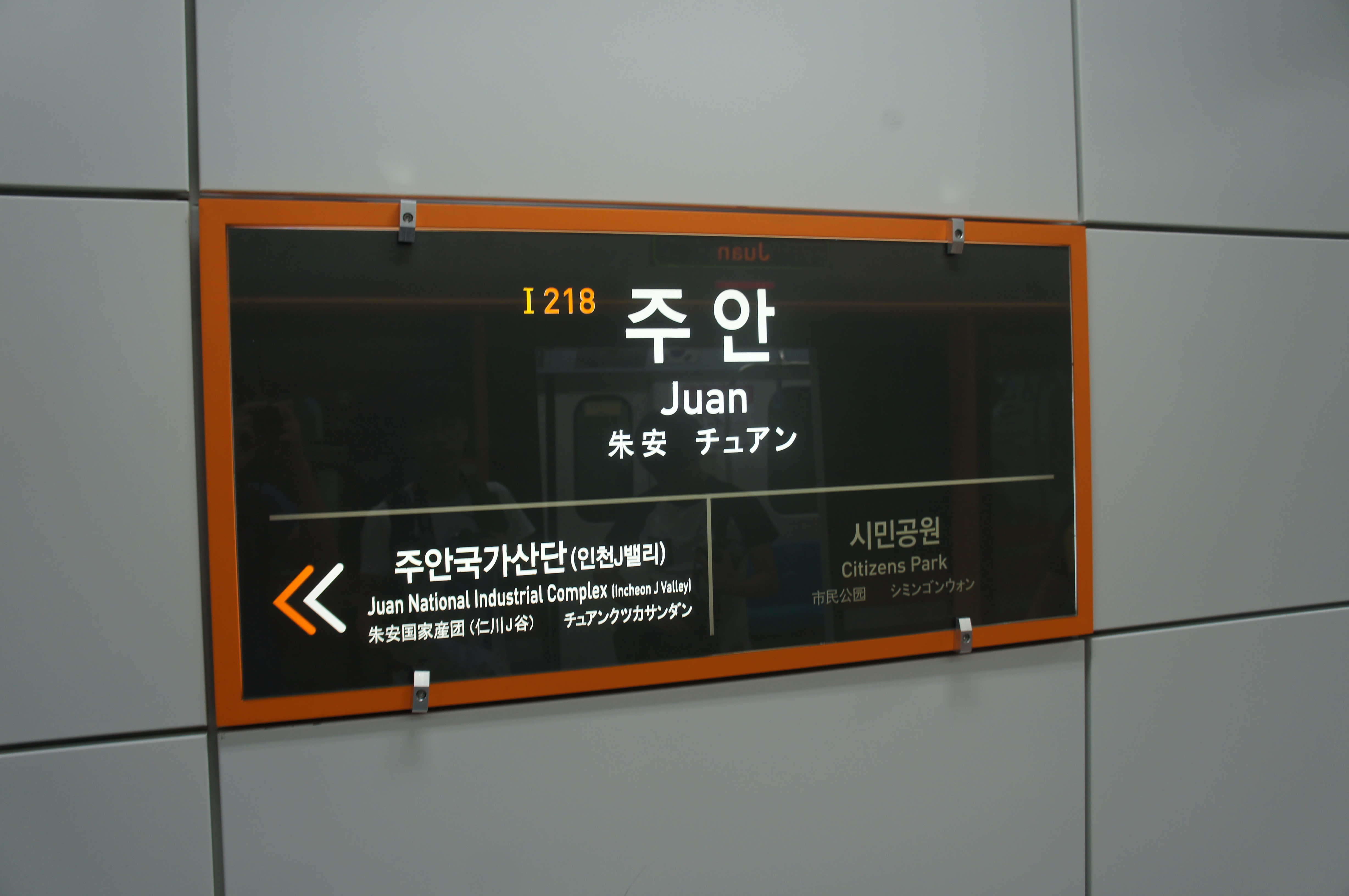
En 2016.
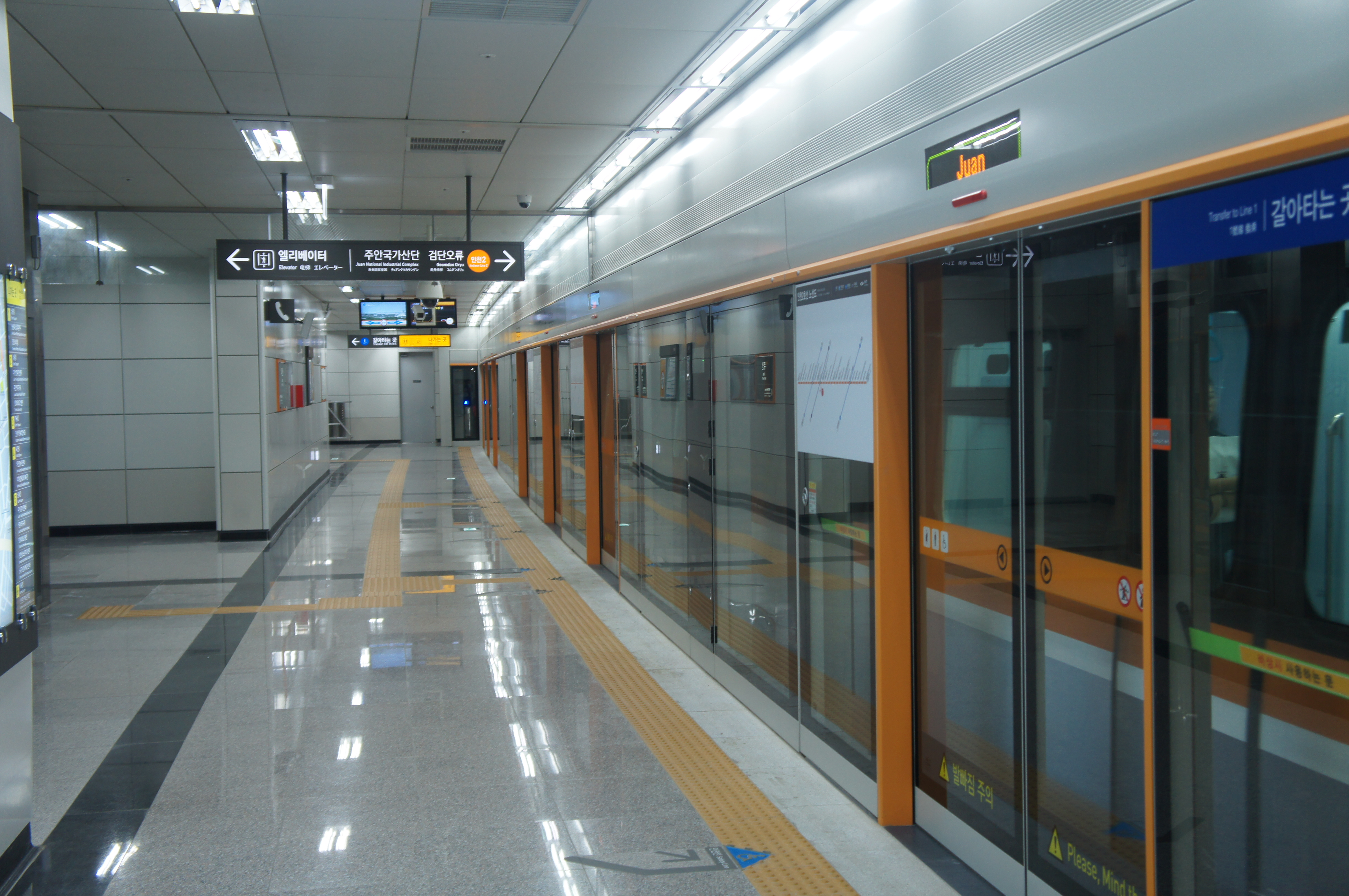
En 2016.

### Intermodalité
Des arrêts de bus sont situés à proximité.

## À proximité
Elle dessert notamment le musée de la ville d'Incheon, mais aussi : bouche 1 : l'Université Inha et le Collège technique Inha ; bouche 2 : le tribunal de district d'Incheon et le parc Juan ; bouche 3 : l'École primaire North-Juan ; et bouche 4 : le Centre de services communautaires Juan 5-dong.